# 格里博諾索韋
47°27′35″N 30°52′19″E / 47.45972°N 30.87194°E
格里博諾索韋（烏克蘭語：Грибоносове），是烏克蘭南部的村莊，隸屬尼古拉耶夫州的沃茲涅先斯克區。該村面積0.5平方公里，海拔高度31米，2001年人口73，人口密度每平方公里146.6人。